# Baryonychidae
Baryonychidae is de niet meer gebruikte familienaam voor een groep van uitgestorven theropode dinosauriërs, die leefden in het Vroeg-Krijt.
In 1986 benoemden Alan Jack Charig en Angela Milner een familie Baryonychidae om Baryonyx onder te brengen. Paul Sereno bracht dezelfde groep in 1998 als Baryonychinae onder bij de Spinosauridae. Het begrip Baryonychidae is daarmee overbodig geworden. Een exacte definitie als klade is nooit gegeven.